# 汕頭外砂空港
汕頭外砂空港（シャントウワイシャくうこう、せんとうがいさくうこう）は、中国の広東省汕頭市澄海区にある空港。

## 概要
1956年、軍用飛行場として建設された。1974年4月15日、軍民共用化が実施された。2011年12月15日、掲陽市掲東県（現・榕城区）に掲陽潮汕空港が開港し、当空港での民間機の運航は終了した。その後、軍用飛行場に転用された。
台湾の台南市まで約560キロメートルに位置している。

## 配置部隊
少なくとも2020年10月以来、人民解放軍の航空機が配備されている。衛星画像によれば、台湾の防空識別圏へ度々飛来しているKQ-200対潜哨戒機がこの基地に配備されている。また、Su-27あるいはその派生型（Su-30、J-11、J-16）の展開も確認されている。